# 香港ディズニーランドのレストラン
香港ディズニーランドのレストラン（ほんこんディズニーランドのレストラン）は、香港ディズニーランド内に設置されたレストランの一覧である。

## メインストリートUSA (Main Street, U.S.A.)

### プラザイン
| プラザイン       | プラザイン                                           |
| ---------------- | ---------------------------------------------------- |
| オープン日       | 2005年9月12日 (香港ディズニーランドと同時にオープン) |
| レストランタイプ | テーブルサービス                                     |
| PS               | ○                                                    |

プラザイン (Plaza Inn) は、広東料理や飲茶が中心のテーブルサービスのレストランで、平日はコースメニュー。休日はブッフェ形式での提供となる。
事前の予約をしておけば、香港ディズニーランド開園時間の1時間前から朝食を食べることができる。ただしこの予約は、ディズニーホテル（香港ディズニーランド・ホテル・ディズニー・ハリウッドホテル）に宿泊しているゲストしかできない。朝食時にはディズニーキャラクターがグリーティングに来てくれる。
店の外観はウォルト・ディズニーが好んでいたヴィクトリア朝式になっている。

### メインストリートコーナーカフェ
| メインストリートコーナーカフェ | メインストリートコーナーカフェ                       |
| ------------------------------ | ---------------------------------------------------- |
| オープン日                     | 2005年9月12日 (香港ディズニーランドと同時にオープン) |
| レストランタイプ               | テーブルサービス                                     |
| PS                             | ○                                                    |

メインストリートコーナーカフェ (Main Street Corner Cafe) は、テーブルサービスのレストラン。外観はプラザインと同様ヴィクトリア朝式になっている。朝はミッキーの形をしたワッフルなどのを食することができ、それ以外の時間帯は洋食のセットメニューや麺類が楽しむことができる。

### マーケットハウスベーカリー
| マーケットハウスベーカリー | マーケットハウスベーカリー                           |
| -------------------------- | ---------------------------------------------------- |
| オープン日                 | 2005年9月12日 (香港ディズニーランドと同時にオープン) |
| レストランタイプ           | ワゴン・サービス                                     |
| PS                         | ×                                                    |

マーケットハウスベーカリー (Market House Bakery) は、サンドウィッチやクッキーマフィンパンなどといった軽食を楽しむことができるテイクアウト専門のレストラン。

## アドベンチャーランド (Adventureland)

### タヒチアンテラス
| タヒチアンテラス | タヒチアンテラス                                     |
| ---------------- | ---------------------------------------------------- |
| オープン日       | 2005年9月12日 (香港ディズニーランドと同時にオープン) |
| レストランタイプ | バフェテリアサービス                                 |
| PS               | ×                                                    |

タヒチアンテラス (Tahitian Terrace) は、南アジアや広東で代表的な揚げ物やご飯を楽しむことができるレストラン。自分が食べたい料理をカウンターで受け取り最後に会計をすますセルフサービスタイプのレストランとなっている。

### リバービューカフェ
| リバービューカフェ | リバービューカフェ                                   |
| ------------------ | ---------------------------------------------------- |
| オープン日         | 2005年9月12日 (香港ディズニーランドと同時にオープン) |
| レストランタイプ   | テーブルサービス                                     |
| PS                 | ○                                                    |

リバービューカフェ (River View Cafe) は、コースメニューのみを取り扱うグループ向けレストラン。コースは「3・4名用メニュー」から「10名用メニュー」があり、人数に応じて自ら選ぶスタイルである。

## ファンタジーランド (Fantasyland)

### ロイヤルバンケットホール
| ロイヤルバンケットホール | ロイヤルバンケットホール                             |
| ------------------------ | ---------------------------------------------------- |
| オープン日               | 2005年9月12日 (香港ディズニーランドと同時にオープン) |
| PS                       | ×                                                    |

ロイヤルバンケットホール (Royal Banquet Hall) は、カレー、点心、ラーメンを楽しむことができるレストラン。パーク内で唯一日本食が食することができることでも有名で、寿司、天ぷらなどを楽しむことができる。もちろん肉料理もある。
またパーク内でトゥモローランド内にあるレストラン『スターライナーダイナー』の次に広いレストランである。

### クロパンのフードフェスティバル
| クロパンのフードフェスティバル | クロパンのフードフェスティバル                       |
| ------------------------------ | ---------------------------------------------------- |
| オープン日                     | 2005年9月12日 (香港ディズニーランドと同時にオープン) |
| PS                             | ×                                                    |

クロパンのフードフェスティバル (Clopin's Festival of Foods) は、ディズニー映画『ノートルダムの鐘』をモチーフにしたレストラン。ジャンルは主に中国北西部で食されている屋台料理が中心。

## トゥモローランド (Tomorrowland)

### コメットカフェ
| コメットカフェ | コメットカフェ                                       |
| -------------- | ---------------------------------------------------- |
| オープン日     | 2005年9月12日 (香港ディズニーランドと同時にオープン) |
| PS             | ×                                                    |

コメットカフェ (Comet Cafe) は、麺類や揚げ物を楽しむことができるレストラン。

### スターライナーダイナー
| スターライナーダイナー | スターライナーダイナー                               |
| ---------------------- | ---------------------------------------------------- |
| オープン日             | 2005年9月12日 (香港ディズニーランドと同時にオープン) |
| レストランタイプ       | バフェテリアサービス                                 |
| PS                     | ×                                                    |

スターライナーダイナー (Starliner Diner) は、ハンバーガーが中心のレストランであらゆる種類のハンバーガーを楽しむことができる。また、セットには白米がついてくるとしてとても有名。座席数も多く、パーク内で一番広いレストランである。